# Loverboy
Loverboy és un grup de música canadenc de música rock format l'any 1980 a Calgary (Alberta), Canadà. Durant els anys 80, la banda va acumular nombrosos èxits, venent milions de discs (multi-platí). Després de ser refutats per segells discogràfics dels Estats Units, van signar per Columbia Records Canada i van començar a gravar el seu primer disc l'any 1980, amb Mike Reno a les veus, Paul Dean a la guitarra, Scott Smith als baixos, Doug Johnson als teclats, i Matt Frenette a la bateria.
El tema Lovin' Every Minute of It ha esdevingut una icona de l'arena rock, que encara s'escolta a les emissores de clàssics de Nord-amèrica.
El grup encara fa gires pels Estats Units i està preparant un nou disc pel 2007.

## Discografia

### Loverboy (1980)
1. The Kid Is Hot Tonite
2. Turn Me Loose
3. Always On My Mind
4. Lady Of The '80's
5. Little Girl
6. Prissy Prissy
7. Teenage Overdose
8. D.O.A.
9. It Don't Matter

### Get Lucky (1981)
1. Workin' For The Weekend
2. When It's Over
3. Jump
4. Gangs In The Street
5. Emotional
6. Lucky Ones
7. It's Your Life
8. Watch Out
9. Take Me To The Top

### Keep It Up (1983)
1. Hot Girls In Love
2. Strike Zone
3. It's Never Easy
4. Chance Of A Lifetime
5. Queen Of The Broken Hearts
6. Prime Of Your Life
7. Passion Pit
8. One-Sided Love Affair
9. Meltdown

### Lovin' Every Minute Of It (1985)
1. Lovin' Every Minute Of It
2. Steal The Thunder
3. Friday Night
4. This Could Be The Night
5. Too Much Too Soon
6. Lead A Double Life
7. Dangerous
8. Destination Heartbreak
9. Bullet In The Chamber

### Wildside (1987)
1. Notorious
2. Walkin' On Fire
3. Break It To Me Gently
4. Love Will Rise Again
5. Can't Get Much Better
6. Hometown Hero
7. Wildside
8. Don't Let Go
9. That's Where My Money Goes
10. Read My Lips
11. Don't Keep Me In The Dark

### Big Ones (1989)
1. Workin' For The Weekend
2. For You
3. The Kid Is Hot Tonite
4. Lovin' Every Minute Of It
5. Lucky Ones
6. Hot Girls In Love
7. This Could Be The Night
8. Ain't Lookin' For Love
9. Turn Me Loose
10. Notorious
11. When It's Over
12. Too Hot
13. Take Me To The Top
14. Heaven In Your Eyes

### Loverboy Classics (1994)
1. Turn Me Loose
2. Workin' For The Weekend
3. Take Me To The Top
4. The Kid Is Hot Tonite
5. This Could Be The Night
6. Jump
7. Lovin' Every Minute Of It
8. Notorious
9. Almost Paradise (w/Anne Wilson)
10. Lucky Ones
11. Destination Heartbreak
12. Hot Girls In Love
13. When It's Over
14. It's Your Life
15. Gangs In The Street
16. Heaven In Your Eyes

### Temperature's Rising (1994)
1. When It's Over
2. Too Much Too Soon
3. Prissy Prissy
4. Queen Of The Broken Hearts
5. Strike Zone
6. This Could Be The Night
7. Emotional
8. Teenage Overdose
9. It's Never Easy
10. Gangs In The Street

### Six (1997)
1. Big Picture
2. Love Of Money
3. Secrets
4. Waiting For The Night
5. Nobody Cares
6. Goodbye Angel
7. Create A Monster
8. Hair Of The Dog
9. Maybe Someday
10. Spinnin' My Wheels
11. So Much For Love
12. Tortured

### Super Hits (1997)
1. Turn Me Loose
2. Workin' For The Weekend
3. When It's Over
4. Take Me To The Top
5. Hot Girls In Love
6. Lucky Ones
7. Queen Of The Broken Hearts
8. This Could Be The Night
9. Dangerous
10. Strike Zone

### Live, Loud and Loose (2001) (En Directe)
1. Working For The Weekend
2. Lucky Ones
3. Lady Of The 80's
4. Take Me To The Top
5. Jump
6. This Could Be The Night
7. Dangerous
8. Lead A Double Life
9. When It's Over
10. Queen Of The Broken Hearts
11. Lovin' Every Minute Of It
12. Hot Girls In Love
13. Turn Me Loose
14. The Kid Is Hot Tonight

### Just Getting Started (2007)
1. Just Getting Started
2. Fade to Black
3. One of Them Days
4. Back for More
5. Lost With You
6. I Would Die for You
7. The Real Thing
8. The One that Got Away
9. As Good as it Gets
10. Stranded

### Rock 'n' Roll Revival (2012)
(9 'clàssics' reenregistrats + 3 títols nous)
1. Rock 'n' Roll Revival (Tema Nou)
2. No Tomorrow (Tema Nou)
3. Heartbreaker (Tema Nou)
4. Turn Me Loose
5. Working for the Weekend
6. Lovin' Every Minute of It
7. The Kid Is Hot Tonight
8. Lucky Ones
9. Always on My Mind
10. Queen of the Broken Hearts
11. When It's Over
12. Hot Girls in Love